# Lucie Hradecká
Lucie Hradecká (21 de maio de 1985) é uma ex-tenista profissional tcheca. Especialista em duplas, conquistou 26 títulos WTA e foi a número 4 do mundo na categoria. Possui três títulos do Grand Slam, sendo dois de duplas e um de duplas mistas.
Anunciou aposentadoria em 2022. Em outubro, fez a despedida em casa, no WTA de Ostrava, e completou os últimos torneios regulares da temporada, realizando o último jogo pelo WTA 1000 de Guadalajara.

## Finais

### Grand Slam

#### Duplas: 6 (2 títulos, 4 vices)
| Posição | Ano  | Campeonato               | Piso   | Parceira          | Oponentes                      | Placar         |
| ------- | ---- | ------------------------ | ------ | ----------------- | ------------------------------ | -------------- |
| Campeã  | 2011 | Torneio de Roland Garros | saibro | Andrea Hlaváčková | Sania Mirza Elena Vesnina      | 6–4, 6–3       |
| Vice    | 2012 | Torneio de Wimbledon     | grama  | Andrea Hlaváčková | Serena Williams Venus Williams | 5–7, 4–6       |
| Vice    | 2012 | US Open                  | duro   | Andrea Hlaváčková | Sara Errani Roberta Vinci      | 4–6, 2–6       |
| Campeã  | 2013 | US Open                  | duro   | Andrea Hlaváčková | Ashleigh Barty Casey Dellacqua | 46–7, 6–1, 6–4 |

#### Duplas mistas: 3 (1 títulos, 2 vices)
| Posição | Ano  | Campeonato               | Piso   | Parceiro         | Oponentes                         | Placar           |
| ------- | ---- | ------------------------ | ------ | ---------------- | --------------------------------- | ---------------- |
| Vice    | 2013 | Australian Open          | duro   | František Čermák | Jarmila Gajdošová Matthew Ebden   | 3–6, 5–7         |
| Campeã  | 2013 | Torneio de Roland Garros | saibro | František Čermák | Kristina Mladenovic Daniel Nestor | 1–6, 6–4, [10–6] |
| Vice    | 2015 | Torneio de Roland Garros | saibro | Marcin Matkowski | Bethanie Mattek-Sands Mike Bryan  | 36–7, 1–6        |

### Jogos Olímpicos

#### Duplas: 1 (1 medalha de prata)
| Posição | Ano  | Campeonato | Piso  | Parceira          | Oponentes                      | Placar   |
| ------- | ---- | ---------- | ----- | ----------------- | ------------------------------ | -------- |
| Prata   | 2012 | Londres    | grama | Andrea Hlaváčková | Serena Williams Venus Williams | 4–6, 4–6 |